# Polystratos
Polystratos var en filosof, anhängare av epikurismen. Han var från omkring 250 f.Kr. skolark (föreståndare) för Epikuros trädgård i Aten, efter Hermarchos och före Dionysios. Han dog cirka 219 f.Kr.. 
Han är författare till avhandlingen Om irrationellt förakt.